# Pniël

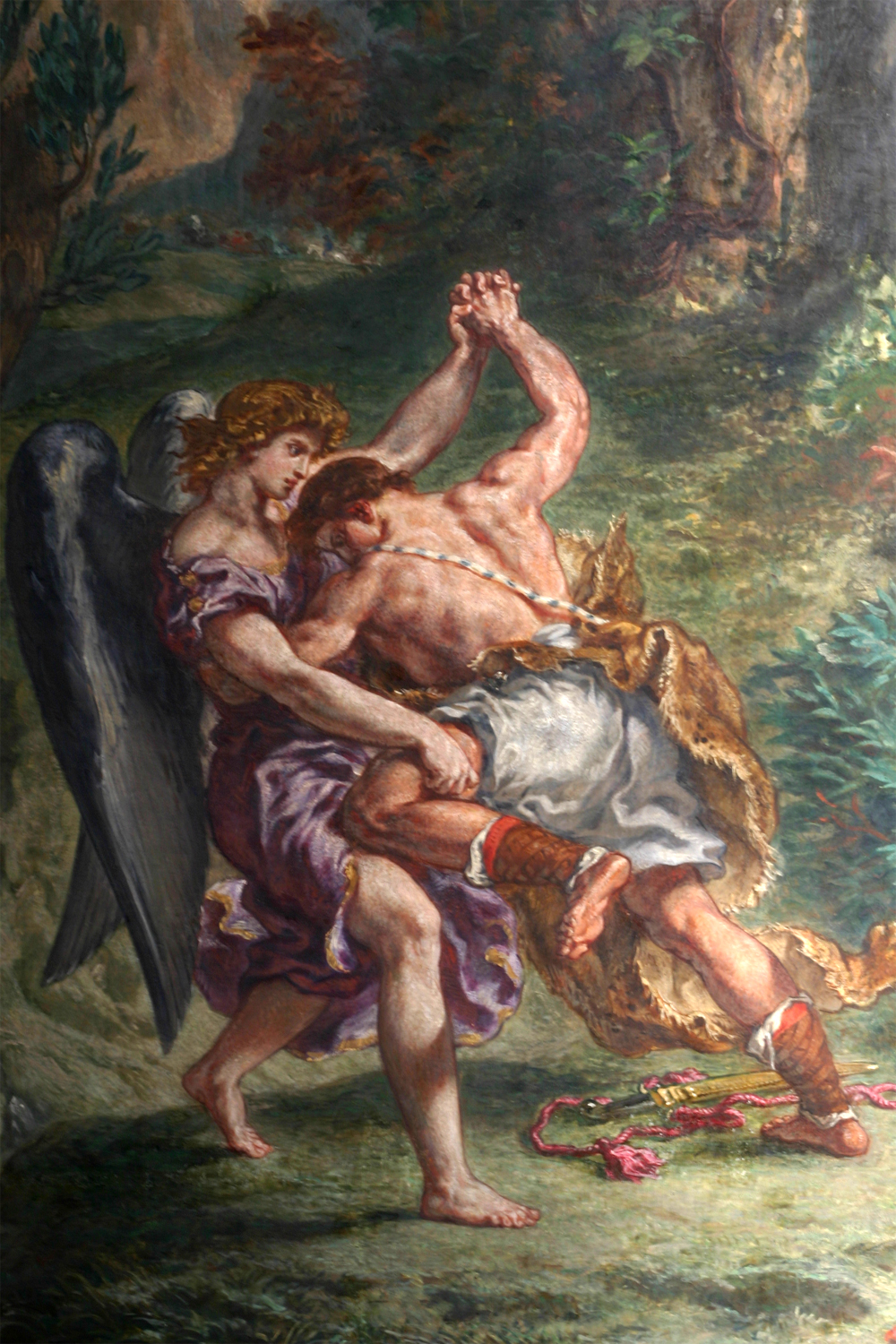
Jakob in gevecht met de engel bij Pniël (Delacroix)

In de Hebreeuwse Bijbel is  Pniël (of Penuel, Pnuel; Hebreeuws: פְּנוּאֵל) een plaats niet ver van Succoth, ten oosten van de rivier de Jordaan en ten zuiden van de Jabbok. In het boek Genesis wordt de plaats door aartsvader Jakob Pniël genoemd, wat betekent "Gods aangezicht":

Jakob noemde die plaats Pniël; want ik heb God gezien van aanschijn tot aanschijn, en ben toch in leven gebleven! 
— Genesis 32:31 

Hier worstelde Jakob (Genesis 32: 24–32) 'met een man' ('de engel', Hosea 12: 4) 'tot het aanbreken van de dag'. Dit hoofdstuk resulteerde erin, dat God (of de engel) de naam van Jakob veranderde in "Israël" (Gen. 32:28) wat letterlijk betekent: "Hij die met God worstelt".
In het bijbelboek Rechters verschijnt Pniël vervolgens als een stad (Rechters 8:8; 1 Koningen 12:25). Mannen van deze plaats weigerden brood te geven aan Gideon en zijn 300 mannen toen ze de Midianieten achtervolgden (Rechters 8:1-21). Bij zijn terugkeer liet Gideon als wraak de toren neerhalen, en doodde hij alle inwoners van de stad. 

## Trivia
- Pnuel is een veel voorkomende naam voor mannen in de Assyrische cultuur.
- Verschillende kerken in Nederland zijn naar Pniël vernoemd, zoals de Pniëlkerk in Scheveningen en de Pniëlkerk in Utrecht.